# Dandenong North
Dandenong North är en del av en befolkad plats i Australien. Den ligger i kommunen Greater Dandenong och delstaten Victoria, omkring 27 kilometer sydost om delstatshuvudstaden Melbourne. Antalet invånare är 21 910.
Runt Dandenong North är det tätbefolkat, med 591 invånare per kvadratkilometer.. Närmaste större samhälle är Berwick, omkring 14 kilometer sydost om Dandenong North.
Runt Dandenong North är det i huvudsak tätbebyggt. Genomsnittlig årsnederbörd är 1 251 millimeter. Den regnigaste månaden är maj, med i genomsnitt 154 mm nederbörd, och den torraste är januari, med 51 mm nederbörd.